# Psilogramma reinhardti
Psilogramma reinhardti là một loài bướm đêm thuộc họ Sphingidae. Loài này có ở Nepal.